# SHURIKEN (ロックバンド)
SHURIKEN（シュリケン）は、日本のロックバンドである。2002年結成。2003年ユニバーサルミュージックよりデビュー。 2007年11月4日解散

## メンバー
- FUZZ（ボーカル） - 元BAKUの谷口宗一。
- JUNN.（ベース）梅田潤、2003年脱退
- yama03（ベース）2003年加入
- yukky（ギター）2005年脱退
- MASARU（ギター）2005年加入
- YU-YA（ドラム）石井悠也、Dt.のサポートメンバーとしても活動している。

## ディスコグラフィー

### シングル
- Society（2003年1月22日）
- NEW CHAPTER（2003年4月23日）
- BLANK GENERATION（2004年4月21日）
- IMITATION（2005年12月10日）会場限定

### アルバム
- NONPERFECTION（2003年7月2日）
- UNDER THE SAME SKY（2004年9月29日）

### ミニアルバム
- INTRO（2005年3月24日）
- CYCLE（2006年12月20日）

### DVD
- XXX-XXXXXX（2005年8月24日）会場・通販のみ